# 圣若泽-杜阿莱格里
圣若泽-杜阿莱格里是巴西米纳斯吉拉斯州的一个市镇。总面积89.243平方公里，总人口3908人，人口密度43.8人/平方公里。